# Ampedus samedovi
Ampedus samedovi là một loài bọ cánh cứng trong họ Elateridae. Loài này được Dolin & Agaev miêu tả khoa học năm 1983.